# The Sims Medieval
The Sims Medieval je igra simulacije stvarnoga života puštena u prodaju 23. ožujka 2011. godine. Igra je smještena u srednji vijek. U The Sims Medieval igrač upravlja svojim kraljevstvom, poboljšava ga, gradi razne zgrade koje se mogu sagraditi bodovima. Bodovi se dobivaju raznim pustolovinama (engl. quests) u kojima igrač kontrolira jednog ili više Simsa ovisno o pustolovini. U igri se nalaze razni novi likovi poput kralja, viteza, svećenika i čarobnjaka i brojne nove zgrade. Igra je dobila dobre kritike (Metacritic 77/100, IGN 8.5/10).